# 穆宰 (安德尔-卢瓦尔省)
穆宰（法語：Mouzay，法語發音：[muzɛ] ⓘ）是法国安德尔-卢瓦尔省的一个市镇，位于该省东南部，属于洛什区。

## 地理
穆宰（47°5'22"N, 0°53'33"E）面积23.71 平方千米，位于法国中央-卢瓦尔河谷大区安德尔-卢瓦尔省，该省份为法国中西部省份，北起萨尔特省、东北接卢瓦-谢尔省，东南接安德尔省，南至维埃纳省，西临曼恩-卢瓦尔省。
与穆宰接壤的市镇（或旧市镇、城区）包括：洛什附近尚索、锡朗、多吕勒塞克、洛什、芒特朗、瓦雷讷、武镇。

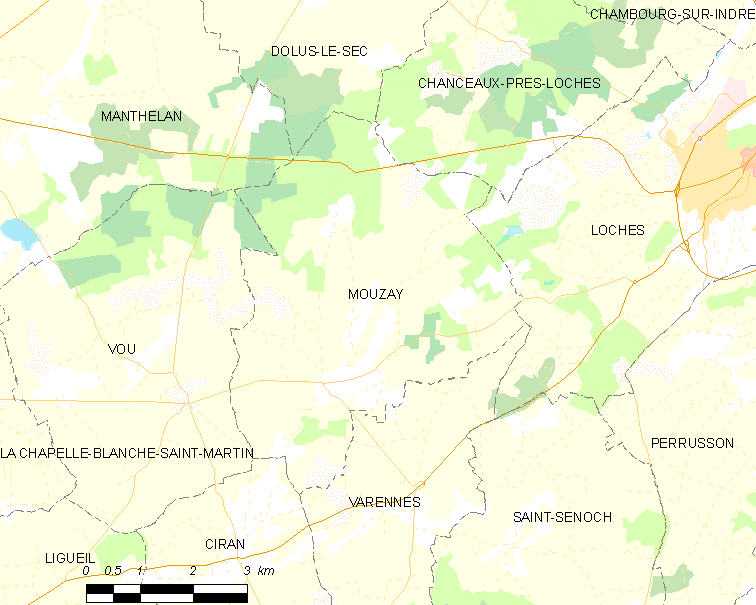
的OSM定位图

穆宰的时区为UTC+01:00、UTC+02:00（夏令时）。

## 行政
穆宰的邮政编码为37600，INSEE市镇编码为37162。

## 政治
穆宰所属的省级选区为笛卡尔县。

## 人口

1962-2008年间人口变化图示

穆宰于2022年1月1日时的人口数量为462人。